# Juraj Palkovič (kanonok)
Juraj Palkovič, magyarosan: Palkovics György (Ottóvölgy (Pozsony megye), 1763. április 24. – Esztergom, 1835. január 21.) esztergomi kanonok.
A szlovák oldal Nagyhelvényt adja meg születési helyének.

## Élete
Szegény földmíves szülők gyermeke volt; a teológiát 1788-ban a pozsonyi központi papnevelőben végezte el. Miután áldozópappá szenteltetett, 1789-ben Szélaknára rendeltetett segédlelkésznek, 1795-ben hasonló minőségben Bazinba helyezték át. 1796-ban tanulmányi felügyelő, 1799-ben az erkölcstan tanára lett a pozsonyi papnevelőben; 1803-tól az erkölcstant és egyházjogot adta elő Nagyszombatban és egyszersmind a káptalani könyvtár őre volt. 1816. október 4-én esztergomi kanonok lett, de megmaradt egyúttal tanárnak is egészen a káptalan elköltözéséig, 1820 júniusáig. 1821. május 28-án komáromi főesperessé, 1825. március 24-én szentistváni préposttá lépett elő. Egész életében a tudományoknak élt. A teológián kívül nagy előszeretettel foglalkozott a szláv nyelvészettel, a történelemmel és a természettudományokkal; különösen a növény-, ásvány- és kagylótanban és a numizmatikában volt igen jártas. A nemes kövek köszörülésével is foglalkozott. Szenvedélyesen ragaszkodott anyanyelvéhez, a szlovákhoz, minden szláv nyelvjárást értett és mindannyinak irodalmában is jártas volt; a cseh akcentustól szabadított szlovák nyelvnek saját irodalmat szerezni fő törekvése volt; e végből első rendű szlovák írókkal levelezett, úgy mint Bernolák, Stratimirovics, Tablicz, Kollár János, Schaffarikkal, Palaczkyval Prágában, Kopitár Bertalan, a bécsi császári és királyi könyvtár őrével és több mással; de magyarul is jól tudott, sőt a magyar nyelv terjedését szívből óhajtotta. Élte utolsó éveiben szívbaja miatt alig hallott valamit és éppen nem járt emberek közé, hanem minden idejét irodalmi foglalkozással töltötte. Meghalt 1835. január 21-én Esztergomban és eltemettetett a Szent István-kápolna alá, melynek felépítéséhez tetemes összeggel járult hozzá. Miután végrendelet nélkül halt el, gazdag könyvtára és gyűjteményei a káptalanra szállottak. Szülőföldjén templomot és plébániát emeltetett.

## Munkája
- Swaté Pismo starého i nowého Zákona podla obecneho latinského, od sw Rimsko-Katolickég Cirkwi potwrdeného, Preložená s Prirownánim gruntowného Tekstu na Svetlo widané. Esztergom, 1829-32. (Szentirás). (Harminc évig dolgozott ezen a szlovák fordításon).

Az ő kiadásában jelentek meg az Epistolák és Evangeliumok templomi használatra (Esztergom, 1834) és egy jelesb tót egyházi beszédek gyűjteménye (Nagyszombat, 1833), úgyszintén Holly Jánostól Vergilius Aeneise tót fordításban (Nagyszombat, 1824) sat.
Nagyon sok és kiválóan becses kéziratot hagyott hátra az esztergomi egyházmegye történetére vonatkozólag: Annales Eccl. Metr. Strigoniensis, három kötet; Adparatus ad Hist. Eccl. Strigoniensis pars I. Biographia.